# Stadlern

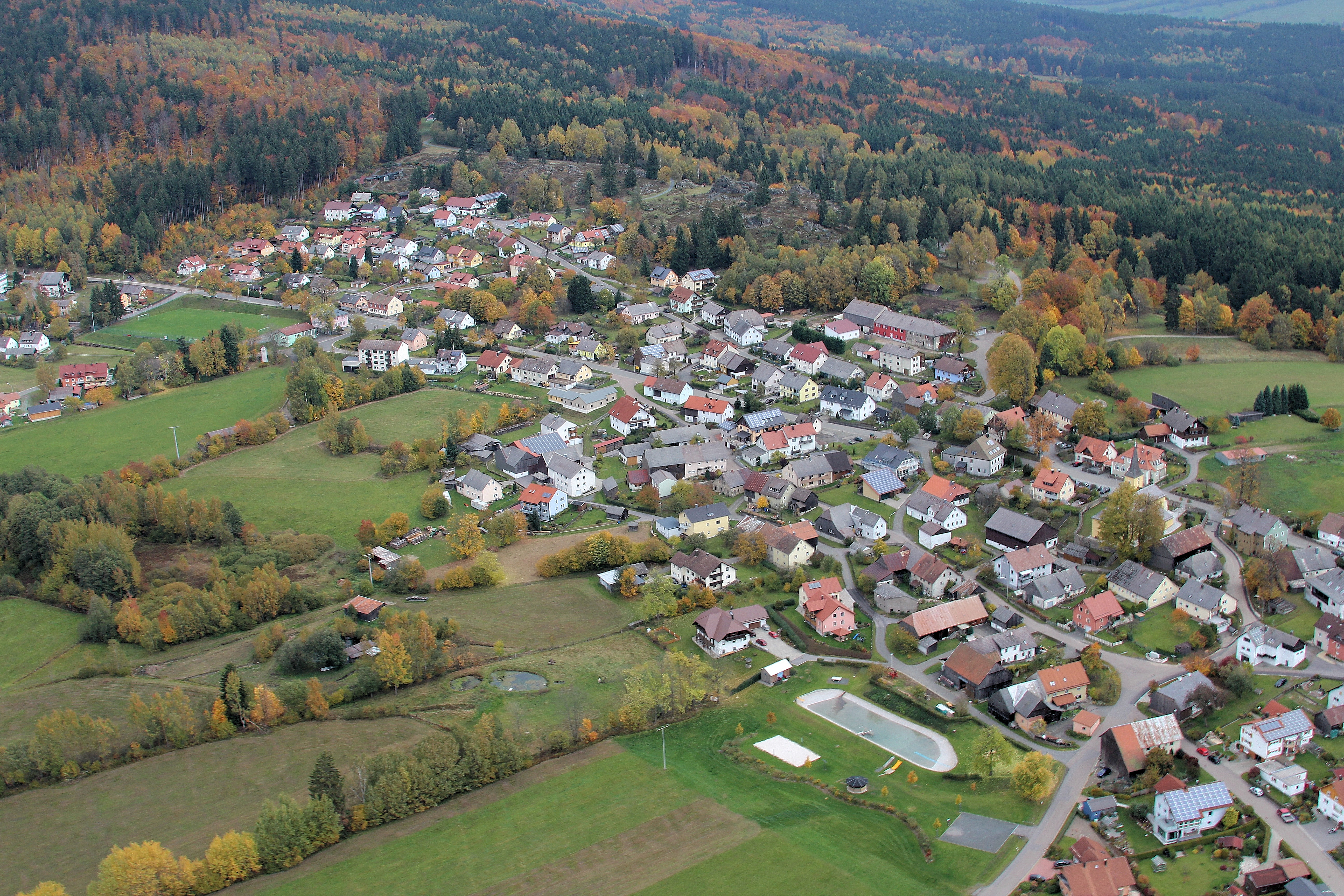
Stadlern (2017)

Stadlern ist eine Gemeinde im Oberpfälzer Landkreis Schwandorf.

## Geographie
Die Gemeinde liegt in der Region Oberpfalz-Nord im äußersten Osten des Landkreises Schwandorf, unmittelbar an der Grenze zu Tschechien.

### Gemeindegliederung
Es gibt acht Gemeindeteile (in Klammern ist der Siedlungstyp angegeben):
- Charlottenthal (Dorf)
- Neumühle (Einöde)
- Reichenberg (Weiler)
- Schwarzach (Dorf)
- Stadlermühle (Einöde)
- Stadlern (Kirchdorf)
- Tabakmühle (Einöde)
- Waldhäuser (Dorf)

Die Wohnplätze Bemmerlmühle und Spindelmühle sind keine Gemeindeteile.
Es gibt nur die Gemarkung Stadlern.

### Nachbargemeinden
Die Nachbargemeinden (im Uhrzeigersinn) sind: Bělá nad Radbuzou, Rybník nad Radbuzou, Tiefenbach, Weiding, Schönsee.
| Schönsee 7 km | Bělá nad Radbuzou 19 km                     | Rybník nad Radbuzou 7 km |
| Schönsee 7 km | Kompassrose, die auf Nachbargemeinden zeigt | Rybník nad Radbuzou 7 km |
| Weiding 5 km  | Tiefenbach 11 km                            | Rybník nad Radbuzou 7 km |

## Geschichte

### Bis zur Gemeindegründung
Im Gemeindegebiet liegt die Ruine der Burg Reichenstein. Im 11./12. Jahrhundert erfolgte die Urbarmachung. 1363 ist eine eigene Pfarrei nachgewiesen.
Stadlern gehörte zum Rentamt Amberg und zum Landgericht Murach des Kurfürstentums Bayern. Im Zuge der Verwaltungsreformen in Bayern entstand mit dem Gemeindeedikt von 1818 die heutige Gemeinde.

### Eingemeindungen
Im Zuge der Gebietsreform in Bayern wurde am 1. Juli 1974 ein kleiner Teil der aufgelösten Gemeinde Schönau mit etwa 75 Einwohnern eingegliedert.

### Einwohnerentwicklung
Zwischen 1988 und 2018 sank die Einwohnerzahl von 614 auf 519 um 95 Einwohner bzw. um 15,5 %.
Einwohnerentwicklung in der Gemeinde Stadlern unter Berücksichtigung der Eingemeindungen:
| Jahr      | 1840 | 1871 | 1900 | 1925 | 1939 | 1950 | 1961 | 1970 | 1987 | 1991 | 1995 | 2000 | 2005 | 2010 | 2015 | 2020 | 2023 |
| Einwohner | 816  | 814  | 793  | 720  | 602  | 919  | 701  | 713  | 611  | 707  | 686  | 679  | 628  | 569  | 523  | 520  | 523  |

## Politik

### Gemeinderat
Zu den Gemeinderatswahlen 2014 und 2020 trat ausschließlich die Liste „Für den Aufbau der Gemeinde“ (FAG) an und erhielt jeweils alle acht Sitze.

### Bürgermeister
Der Bürgermeister der Gemeinde ist seit Mai 2014 Gerald Reiter (FAG).

### Verwaltung
Mit Schönsee und Weiding ist Stadlern Teil der Verwaltungsgemeinschaft Schönsee.

### Wappen
Um 1970 war zwar die Annahme eines Gemeindewappens im Gespräch, es kam jedoch nicht dazu. Neben Stadlern führen nur drei weitere der 2056 Gemeinden in Bayern (Elchingen, Prebitz und Schwebheim) kein eigenes Wappen.

## Kultur

### Sehenswürdigkeiten
- Böhmerwaldaussichtsturm
- Hochfels

### Baudenkmäler
- Kuratie- und Wallfahrtskirche Mariä Himmelfahrt
- Der Denkmalschutzpreis 2017 des Bezirks Oberpfalz ging an das Haus Weidinger Straße 1. Das Haus mit Halbwalmdachbau und verputztem Giebelblockbau zählt zu den letzten Exemplaren des früher im oberpfälisch-tschechischen Grenzgebiet weit verbreiteten Typus des Böhmerwaldhauses. Es wird als Ferienhaus genutzt.

### Bodendenkmäler
- Burgruine Reichenstein (Oberpfalz)

### Wallfahrt
Der Ursprung der Wallfahrt zu „Unserer lieben Frau“ in Stadlern ist nicht bekannt. Durch sein Gnadenbild „Unsere liebe Frau aus Erden gebrannt“ wurde Stadlern im Böhmerwald bekannt. Seit Jahrhunderten pilgern die Menschen mit ihren Anliegen zum Gnadenbild nach Stadlern. Das Patronatsfest ist der 15. August, die Aufnahme Mariens in den Himmel (Frauentag). Die Kirche Mariä Himmelfahrt ist ein gotischer Bau und stammt aus dem 14. Jahrhundert.

## Bilder aus Stadlern

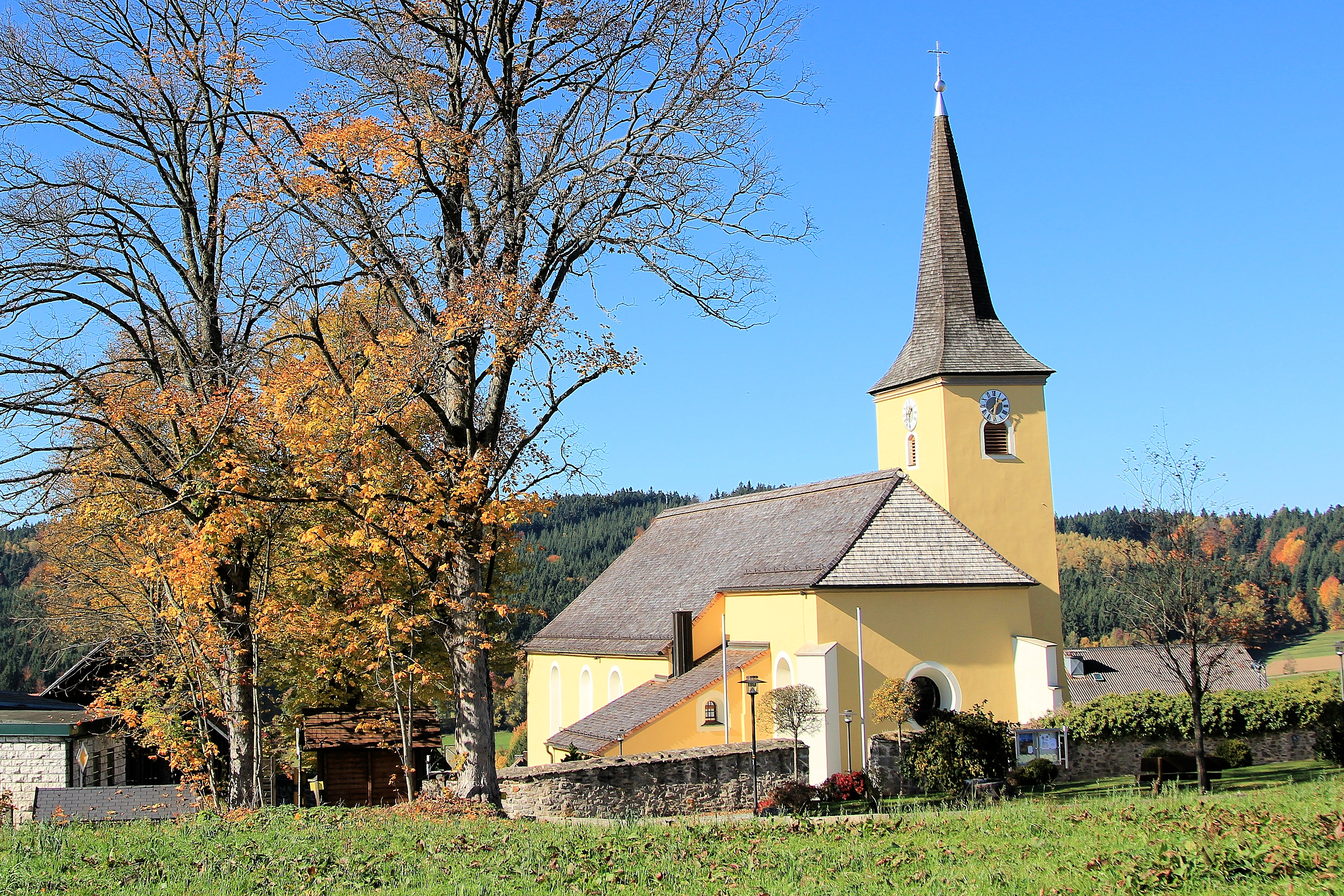
Kirche Mariä Himmelfahrt (2017)
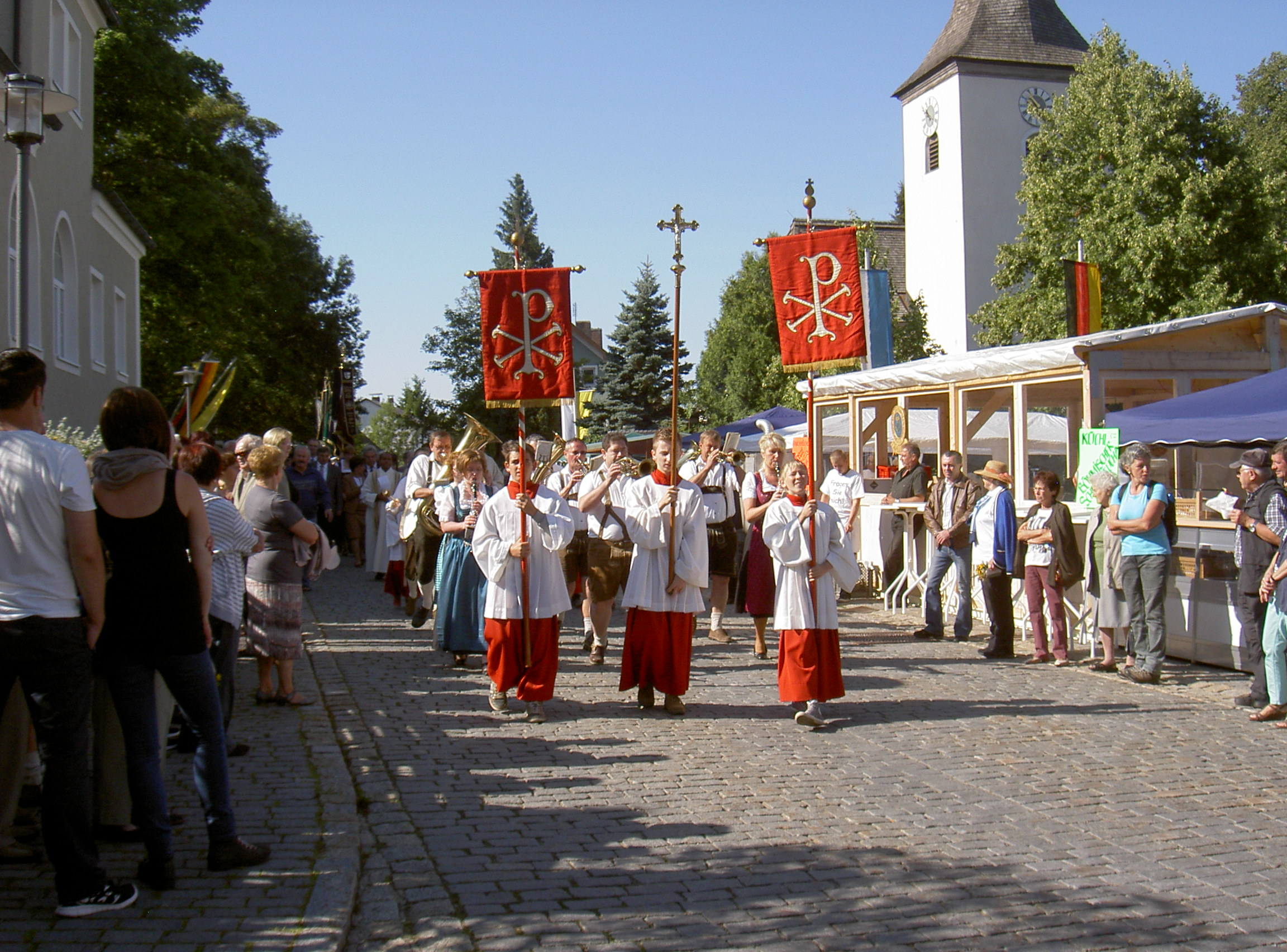
Wallfahrt am Frauentag
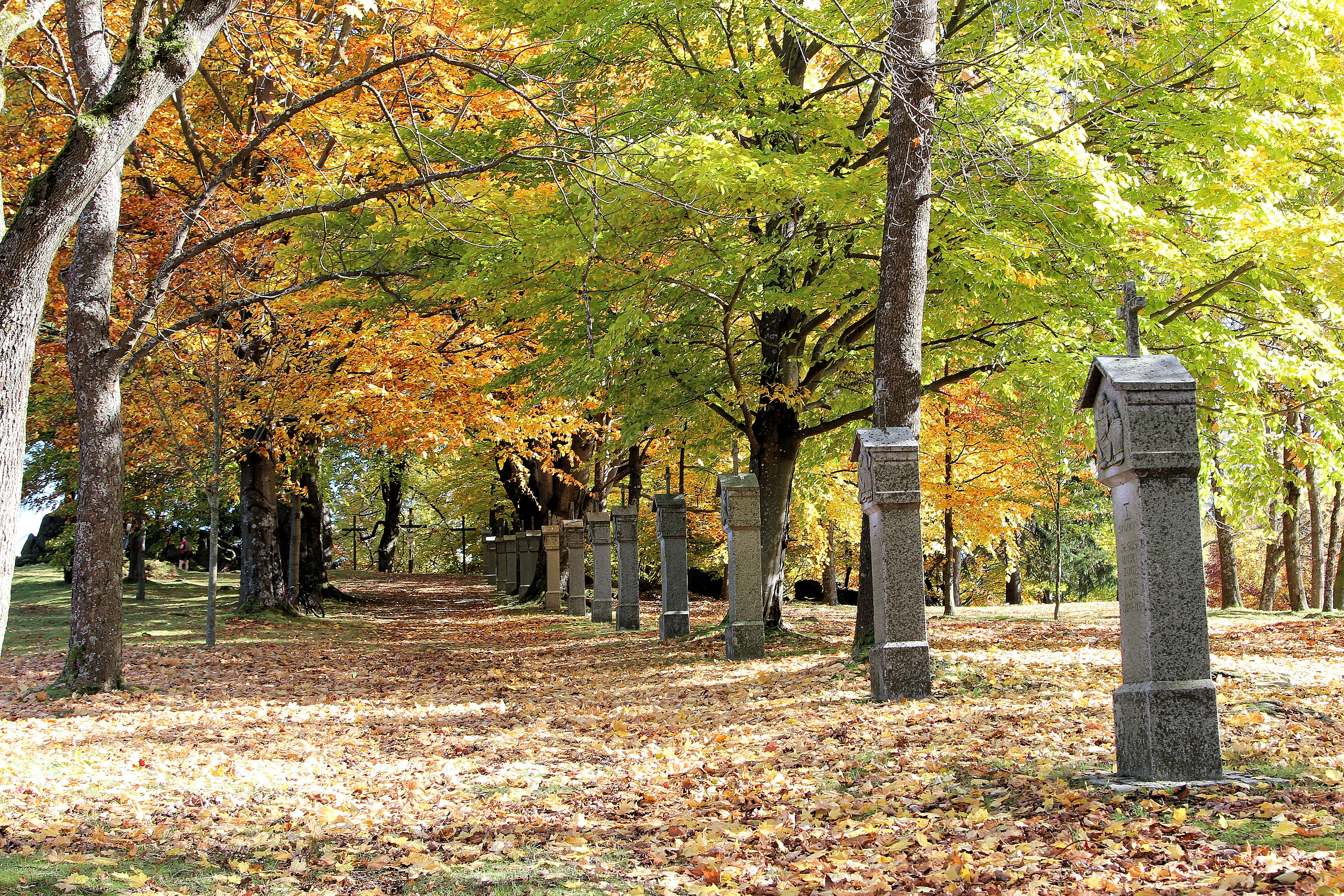
Kreuzweg (2017)
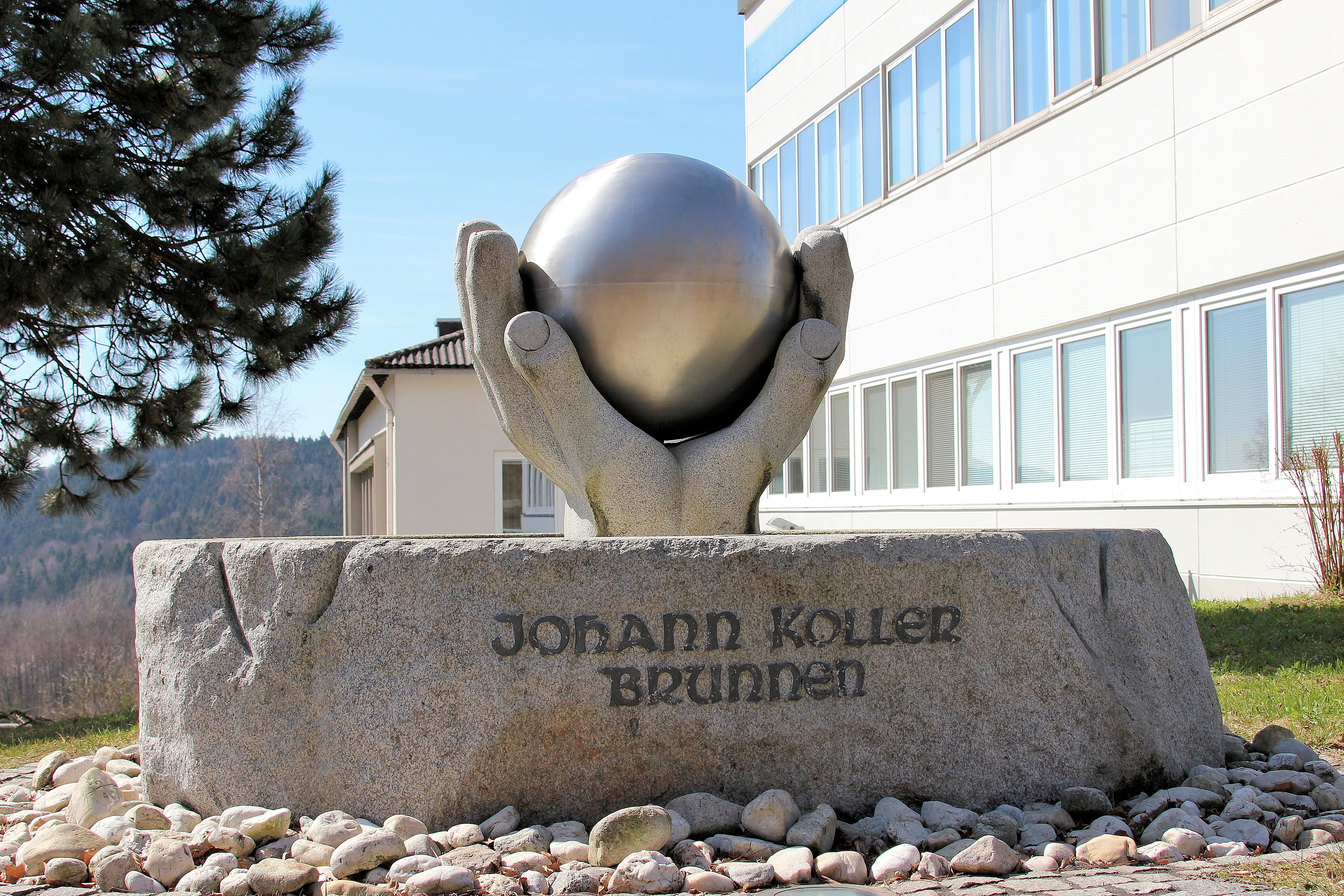
Johann Koller Brunnen (2017)
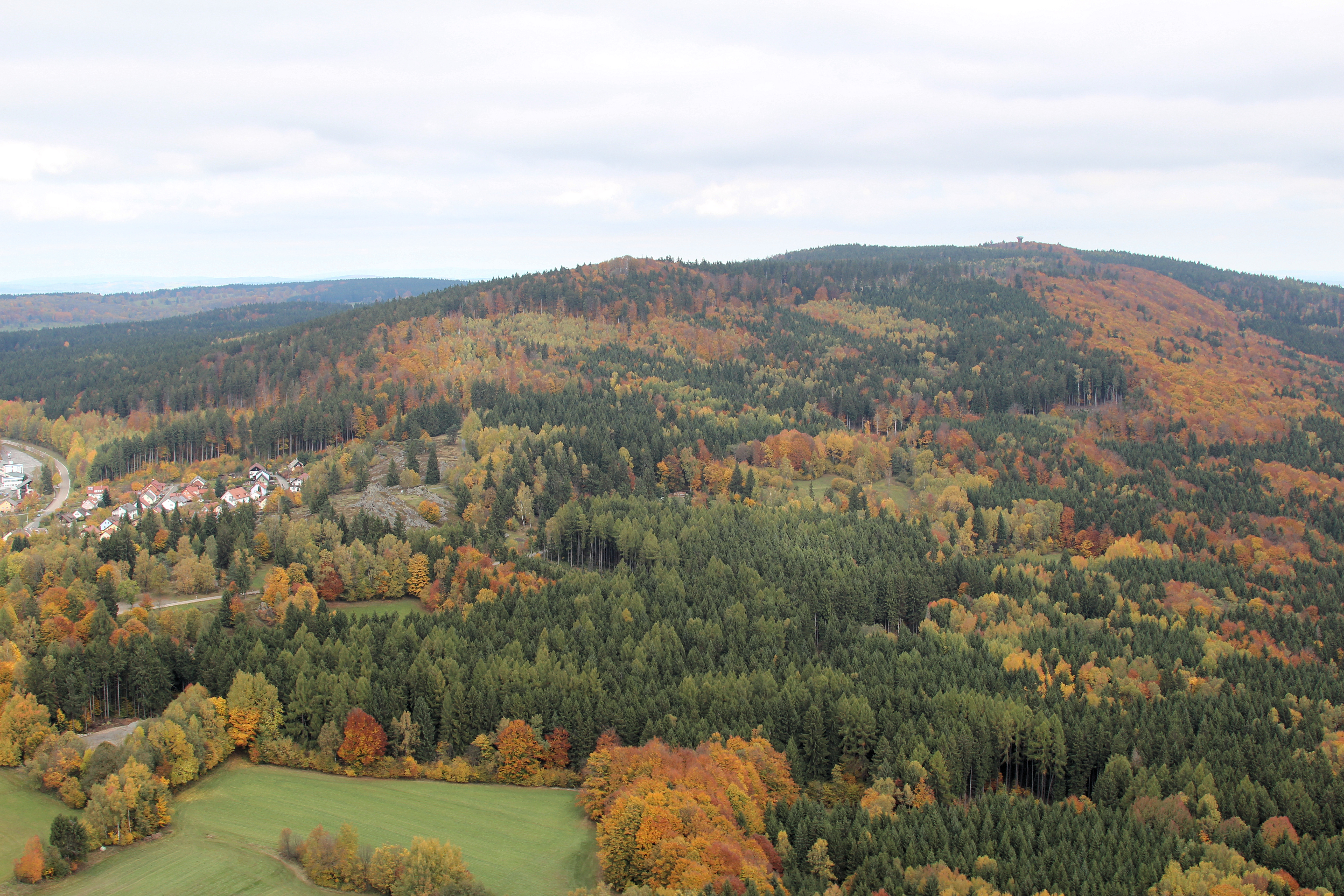
Herbst am Reichenstein (2017)
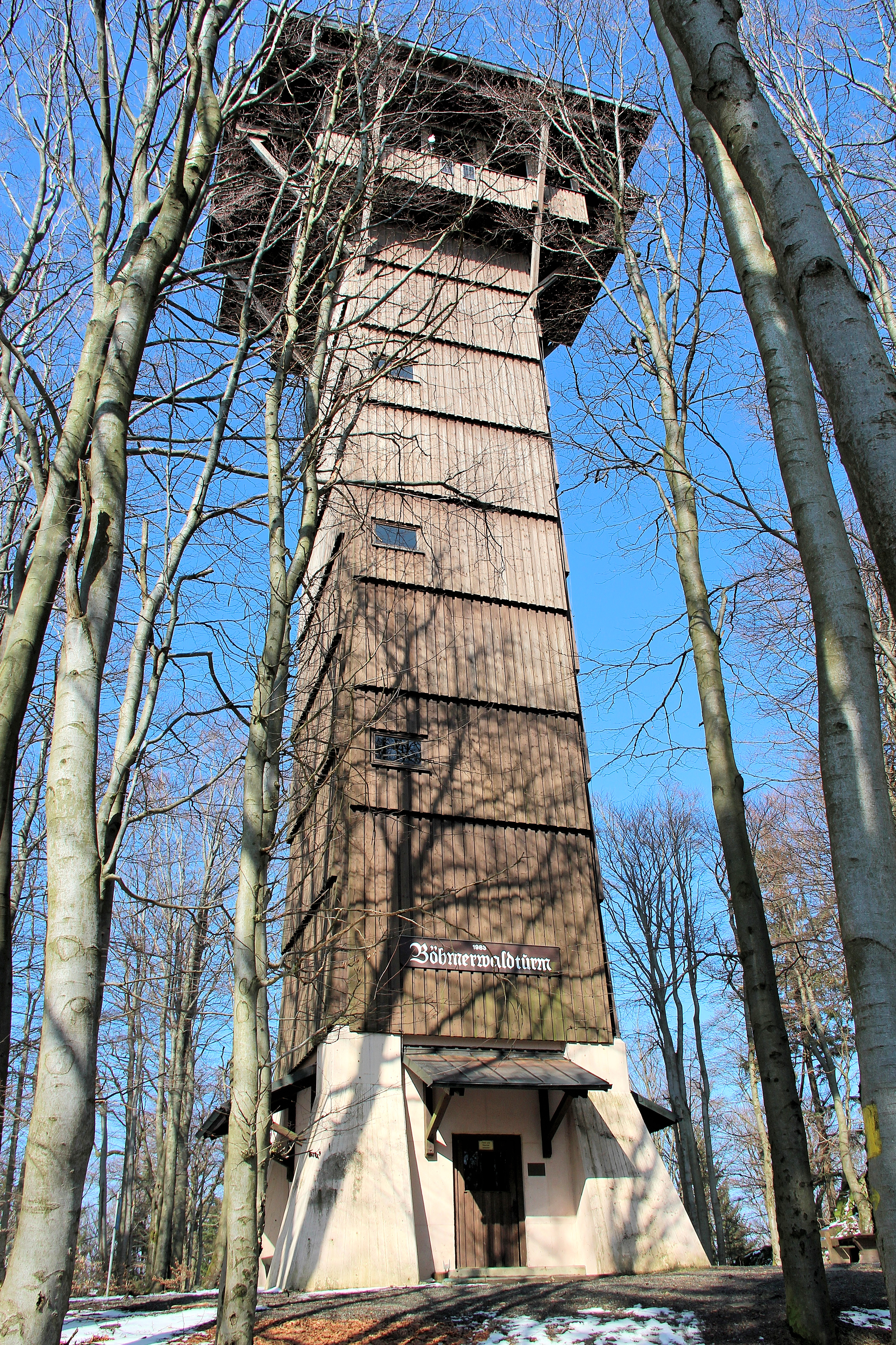
Böhmerwaldturm (2018)
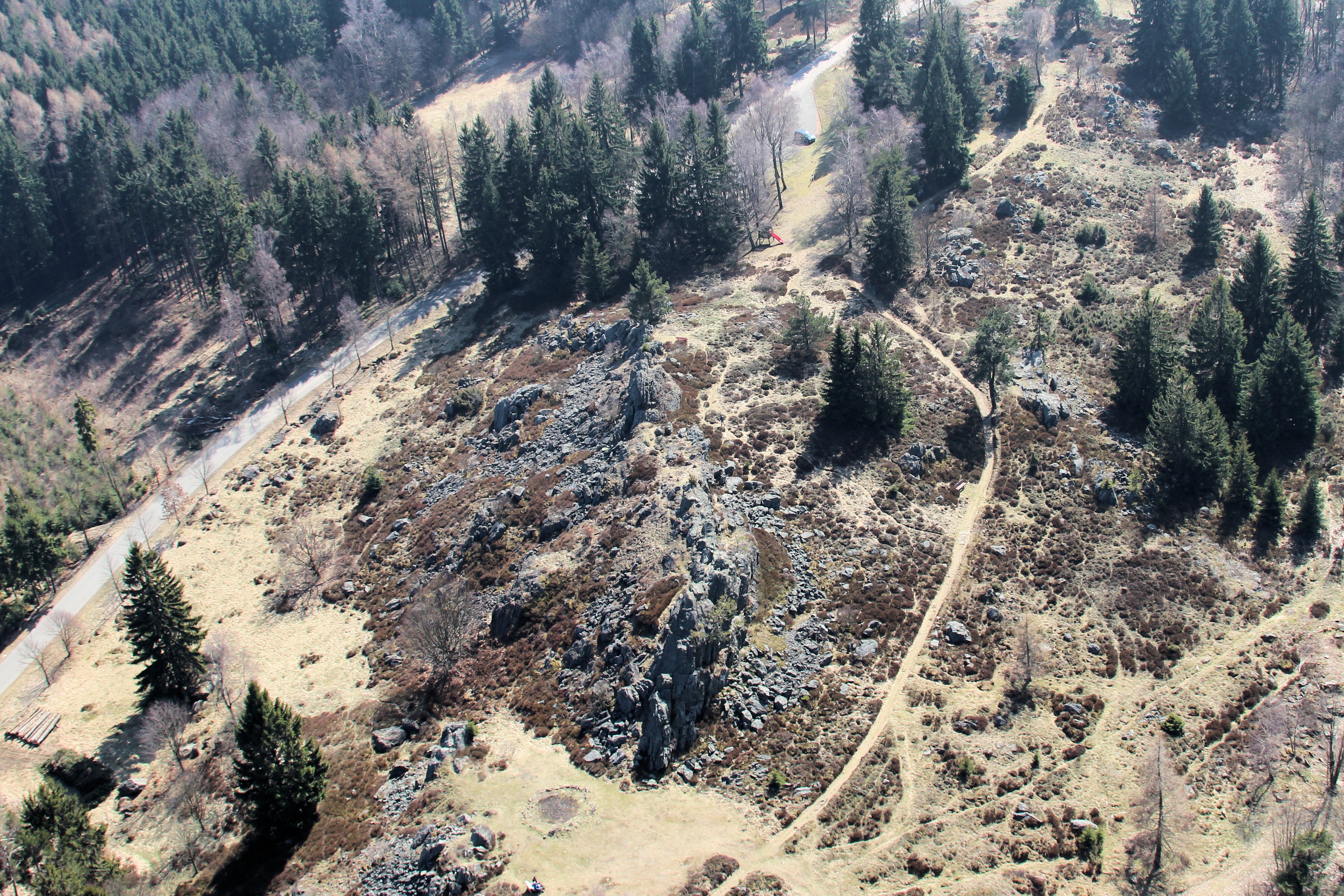
Naturschutzgebiet Hochfels bei Stadlern (2018)

## Wirtschaft und Infrastruktur
Es gab 2020 nach der amtlichen Statistik im produzierenden Gewerbe und im Bereich Handel und Verkehr keine sozialversicherungspflichtig Beschäftigten am Arbeitsort. Sozialversicherungspflichtig Beschäftigte am Wohnort gab es insgesamt 216. Im verarbeitenden Gewerbe gab es einen Betrieb, im Bauhauptgewerbe keinen. Es gab im Jahr 2016 außerdem neun landwirtschaftliche Betriebe mit einer landwirtschaftlich genutzten Fläche von insgesamt 275 ha, davon waren 93 ha Ackerfläche und 182 ha Dauergrünfläche.

### Fremdenverkehr
Der Ort ist eingebunden in das Erholungsgebiet „Schönseer Land“. Es besitzt ein Langlaufzentrum und eine Naturrodelbahn, die allerdings nicht regelmäßig präpariert wird. In Stadlern steht außerdem ein Naturfreibad zur Verfügung.

### Ansässige Unternehmen
In Stadlern befindet sich eine Produktionsstätte der Firma Münchener Medizin Mechanik.

## Persönlichkeiten
- Martin Kopp (* 8. Oktober 1876 in Stadlern; † 12. Dezember 1952 in München), Filmproduzent
- Johann Koller (* 16. Juli 1917 in Stadlern; † 11. Januar 2013 in Cham), Unternehmer